# Warrington (Cheshire)

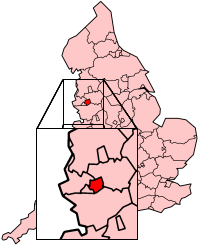
Mapa com a localização de Warrington

Warrington é uma cidade de autoridade unitária localizada na Inglaterra, fazendo parte do condado de Cheshire desde 1974, porém, já fez parte do condado de Lancashire. Sua população em 2012 era de 203.700 habitantes.
Cidade de origem da banda Viola Beach.